# Långhällsmossens naturreservat
Långhällsmossens naturreservat är ett naturreservat i Heby kommun i Uppsala län.
Området är naturskyddat sedan 1993 och är 172 hektar stort. Reservatet är ett myrområde som består av kärr, tallmossar och sumpskogar.  I nordöstra delen av reservatet ligger Långhällssjön.